# Portsburgh
Portsburgh est un bourg de baronnie comprenant deux zones non contiguës, Wester Portsburgh et Easter Portsburgh, à l'extérieur des murs de la ville d'Édimbourg, en Écosse,, qui a existé de 1649 à 1856,  prenant son nom de leurs ports de ville respectives, le West Port et le Bristo Port.

## Géographie
Portsburg s'étendait de Lochrin à l'ouest à Drummond Street à l'est, et de King's Stables Road au nord à The Meadows au sud. Le nom survit par la place Portsburgh au large du West Port.

## Personnalité
- Daniel Lizars Sr. (1754-1812), graveur, cartographe et éditeur, y est né.